# Pourouma herrerensis
Pourouma herrerensis là loài thực vật có hoa trong họ Tầm ma. Loài này được C.C. Berg miêu tả khoa học đầu tiên năm 1989.